# Front oslobođenja zemlje
Front oslobođenja zemlje (енгл. Earth Liberation Front; skraćeno ELF) je međunarodni pokret koji je sastavljen od autonomnih grupa koje sprovode direktne akcije u skladu sa principima đelovanja ELF-a. Veliki deo njihovih pristalica je inspirisan filozofijom dubinske ekologije. 
Nastavši nakon Fronta za oslobođenje životinja, ELF preuzima njihov način delovanja. Delujući po principu ćelija (manje grupe sastavljene od jedne ili više osoba), osiguravaju anonimnost osoba iz različitih ćelija. Identitet osoba nepoznat je, ne samo za javnost, već i za članove drugih ćelija. Takav decentralizovani način delovanja i potpuna anonimnost pomažu aktivistima da izbegnu eventualne kaznene posledice i omogućava im nesmetano provođenje akcija. 
Obzirom da je ELF nehijerarhijski pokret, pojedinci koji sprovode direktne akcije pod zastavom ELF-a, vođeni su jedino svojom vlastitom odlučnošću ili odlukama donesenim unutar ćelije, а aktivista može biti bilo ko. “Eksploatacija i uništavanje prirodne sredine, uglavnom od strane bogatih moćnika i uz blagoslov bahatih ili korumpiranih političara, izaziva bes i ljutnju kod svih normalnih ljudskih bića — kod nekih dovoljno jako da krenu u provodenje direktnih akcija u ime odbrane naše planete Zemlje”, govore nam aktivisti ELF-a.  
Bilo koja direktna akcija sa ciljem da zaustavi uništavanje prirodne sredine, a u skladu sa nenasilnim principima vodiča, može se smatrati ELF akcijom. Ekonomske sabotaže i uništavanje ili oštećivanje imovine u skladu su sa njihovim principima đelovanja. Od 1997. godine, ELF je preuzeo odgovornost za desetine akcija čija ukupna imovinska šteta iznosi preko 30 miliona dolara.
Principi đelovanja Earth Liberation Fronta:
- Nanošenje ekonomske štete onima koji profitiraju na uništavanju prirodne sredine.
- Edukacija javnosti o zločinima koji se, u ime profita, čine protiv Zemlje i svih živih bića koja je nastanjuju.
- Preduzimanje svih potrebnih mera predostrožnosti da se ne povredi ni jedno živo biće.

ELF-ovi kažu da je na svakom pojedincu obaveza da preuzme odgovornost i pokuša zaustaviti eksploataciju naše prirodne sredine. Sloganom: “Ko, ako ne ti? Kada, ako ne sada?” pokušavaju da navedu ljude da učine nešto povodom zagađenja zemlje, vazduga i vode, koje je sve veće iz dana u dan. Ipak, postoje mnogi koji ne odobravaju njihove metode. 